# Костанян, Радик Беникович
Радик Беникович Костанян (арм. Ռադիկ Բենիկի Կոստանյան; 7 апреля 1940) — советский и армянский физик, доктор физико-математических наук, профессор, действительный член АН Армении (2014; член-корреспондент с 2006). Академик-секретарь Отделения физики и астрофизики и член Президиума Национальной академии наук Армении (с 2016). Лауреат Премии Президента Республика Армении по физике (2009).

## Биография
Родился 7 апреля 1940 года в Дилижане, Армянская ССР.
С 1957 по 1962 год обучался на физическом факультете Ереванского государственного университета, после окончания которого с отличием получил специализацию «электроника и радиофизика». 
С 1962 по 1972 год на инженерно-исследовательской работе в Ереванском государственном университете в должностях: инженер, старший и ведущий инженер. С 1972 года на научно-исследовательской работе в Институте физических исследований АН Армянской ССР в должностях: старший инженер, с 1973 по 1976 год — руководитель научной группы, с 1976 по 1980 год — старший научный сотрудник и с 1980 года — руководитель научно-исследовательской лаборатории.
С 2016 года — академик-секретарь Отделения физики и астрофизики и член Президиума Национальной академии наук Армении, одновременно являлся — заместителем председателя экспертной группы по физике Министерства образования и науки Республики Армения.

### Научно-педагогическая деятельность и вклад в науку
Основная научно-педагогическая деятельность Р. Б. Костаняна была связана с вопросами в области физики твёрдого тела, лазерной физики и квантовой электроники, спектроскопии и оптики. Занимался исследованиями в области разработки новых лазеров и многофункциональных нелинейных материалов. Р. Б. Костанян являлся — иностранным членом Академии инженерных наук имени А. М. Прохорова и действительным членом Армянского филиала РАЕН.
В 1974 году защитил кандидатскую диссертацию по теме: «Исследование характеристик излучения рубинового ОКГ при прохождении через резонансную среду», в 1992 году защитил докторскую диссертацию на соискание учёной степени доктор физико-математических наук по теме: «Исследование свойств эрбийсодержащих кристаллов и создание лазеров на их основе». В 2015 году ему присвоено учёное звание профессор. В 2006 году был избран член-корреспондентом, а в 2014 году — действительным членом НАН Армении. Р. Б. Костаняном было написано более сорока пяти научных работ, в том числе монографий и научных статей опубликованы в ведущих научных журналах.

## Основные труды
- Исследование характеристик излучения рубинового ОКГ при прохождении через резонансную среду. - Ереван, 1974. - 112 с.
- Исследование свойств эрбийсодержащих кристаллов и создание лазеров на их основе. - Аштарак, 1992. - 241 с.
- Лазерная физика - 2006. Конференция: сборник трудов : 10 - 13 октября 2006, Аштарак, Армения, Национальная академия наук Армении, Институт физических исследований / [редкол.: Р. Костанян и др.]. - [Ереван] : [б. и.], cop. 2007. - 217 с. ISBN 5-8080-0496-9
- Лазерная физика - 2007. Конференция: сборник трудов : 9-12 октября 2007, Аштарак, Армения, Национальная академия наук Армении, Институт физических исследований / [редкол.: Р. Костанян и др.]. - [Ереван] : [б. и.], cop. 2008. - 244 с. ISBN 5-8080-0496-9
- Лазерная физика - 2008. Конференция: сборник трудов : 14 - 17 октября 2008, Аштарак, Армения, Национальная академия наук Армении, Институт физических исследований / [редкол.: Р. Костанян  (пред.) и др.]. - Ереван : Гитутюн, 2009. - 185 с. ISBN 978-5-8080-0801-4
- Лазерная физика - 2009. Международная конференция: сборник трудов : 13 - 16 октября 2009, Аштарак, Армения, Национальная академия наук Армении, Институт физических исследований / [редкол.: Р. Костанян (пред.) и др.]. - Ереван : Гитутюн, 2010. - 166 с. ISBN 978-5-8080-0825-0[3]

## Награды и звания
- Премия Президента Республика Армении по физике (2009)
- Премия имени А. М. Прохорова по физике (2009)